# Palakonda
Palakonda, est une ville du district de Parvathipuram Manyam dans l'État d'Andhra Pradesh en Inde. 
Selon le recensement de l'Inde de 2011, la localité compte une population de 31 425 habitants.